# Hectorellaceae
Hectorellaceae é uma família de plantas angiospérmicas (plantas com flor - divisão Magnoliophyta), pertencente à ordem Caryophyllales.
Esta família não existe no sistema de Cronquist.
O sistema APG II situa as espécies dentro da família Portulacaceae.
No sistema APG III esta família é inválida e os seus géneros são colocados na família Montiaceae.

## Géneros
- Hectorella
- Lyallia